# Breedkopaardkruiper
De breedkopaardkruiper (Henia vesuviana) is een duizendpotensoort uit de familie van de Dignathodontidae. De wetenschappelijke naam van de soort werd in 1844 voor het eerst geldig gepubliceerd door Newport.

## Beschrijving
De breedkopaardkruiper is een lange en slanke soort, die op het vasteland van Europa lengtes tot 95 mm kan bereiken. Het is een van de weinige Geophilomorpha-soorten die in het veld herkenbaar zijn, met een duidelijke grijsachtige kleur, oranje-gele kop en achterkant, korte eindpoten en een dik middenlichaam. Hij kan tussen de 57 en 87 pootparen hebben, waarbij Britse exemplaren naar het midden van dat bereik neigen. Er bestaat ook seksueel dimorfisme in het aantal poten, waarbij mannetjes over het algemeen minder poten hebben dan vrouwtjes.

## Verspreiding en leefgebied
De breedkopaardkruiper wordt verspreid over heel West-Europa waargenomen, tot in het oosten van Oostenrijk toe. Het is aangetoond dat het de voorkeur geeft aan stedelijke locaties en akkergronden.